# Thoracostrongylus acerosus
Thoracostrongylus acerosus (лат.) — вид жуков-стафилинид из подсемейства Staphylininae (Staphylinini).

## Описание
Мелкие жуки с удлинённым телом, внешне напоминающие жуков рода Ontholestes. Длина тела у самцов 8,9—9,7 мм, у самок 9,2—10,4 мм. По общему виду T. acerosus похож на Thoracostrongylus aduncatus, Thoracostrongylus fujianensis и Thoracostrongylus diaoluoensis, но его можно отличить по резко заостренному кончику срединной лопасти эдеагуса. Апикальная часть срединной лопасти и парамер подвержены некоторой изменчивости. Это можно наблюдать не только в популяциях из разных местностей, но и в пределах одной популяции. Более тщательное изучение видов T. baoxingensis и T. acerosus показало, что и здесь дело обстоит так же и что оба вида являются конспецфичными.

## Распространение
Представители вида встречаются в Юго-Восточной и Восточной Азии: Китай (Hubei, Sichuan, Shaanxi, Gansu, Henan).

## Таксономия
Таксон Thoracostrongylus acerosus был впервые описан в 2011 году, а в 2022 году с ним был синонимизирован, описанный тогда же вид Thoracostrongylus baoxingensis Yang, Zhou & Schillhammer, 2011